# Sweltsa durfeei
Sweltsa durfeei är en bäcksländeart som beskrevs av Boris C. Kondratieff och Baumann 2009. Sweltsa durfeei ingår i släktet Sweltsa och familjen blekbäcksländor. Inga underarter finns listade i Catalogue of Life.